# Nicolas Catinat
Nicolas Catinat (París, 1 de setembre de 1637 - Saint-Gratien (Val-d'Oise), 22 de febrer de 1712) fou un militar francès al servei de Lluís XIV de França durant la Guerra de Successió Espanyola. Nomenat comandant en cap de l'exèrcit francès al front italià, fou destituït després de ser derrotat en la batalla de Carpi i fou rellevat pel Duc de Villeroy.

## Expedient militar
esquerra|miniatura|Nicolas Catinat.
De ben jove ingressà a les Gardes Françaises, distingint-se al Setge de Lilla de 1667. Ascendit a brigadier al cap de deu anys, fou nomenat mariscal de camp el 1680 i lloctinent general el 1688. El 1693 fou finalment nomenat Mariscal de França.

### Guerra Francoholandesa
Serví a Flandes durant la Guerra francoholandesa obtenint gran reputació en les campanyes de 1676-1678 i més tard participà en la persecució del Vaudois el 1686.

### Guerra dels 9 Anys
Durant la Guerra dels Nou Anys i després de participar en el Setge de Philippsburg, fou nomenat comandant en cap de les tropes franceses del sud-est. El 1691 travessà el Comtat de Niça i capturà les ciutats Niça i Villefranche.
Les seves victòries contra el Duc de Savoia a la batalla de Staffarda el 1690 i la batalla de Marsaglia el 1693 foren els seus majors triomfs militars (el Duc de Savoia acabà per abandonar la coalició aliada i firmà la pau amb el Rei Lluis XIV signant el Tractat de Torí el 29 d'agost de 1696).

### Guerra de Successió Espanyola
Al començament de la Guerra de Successió Espanyola, Catinat fou nomenat comandant en cap de l'exèrcit francès al front d'Itàlia, però la debilitat de les seves tropes i les intromissions dels polítics de la Cort de París el col·locaren en una delicada situació. Fou derrotat pel Príncep Eugeni de Savoia a la batalla de Carpi i fou destituït.
Rellevat pel Duc de Villeroy es mantingué com a segon en comandament. A la batalla de Chiari el Duc de Villeroy també fou derrotat i finalment a la batalla de Cremona fou capturat pel Príncep Eugeni de Savoia.

## Perfil biogràfic
Catinat morí a Saint-Gratien (Val-d'Oise) el 1712. Les seves memòries es publicaren el 1819.
Un dels trets més destacables del mariscal Catinat és el seu origen humil, perquè era fill d'un magistrat, enmig d'un món militar caracteritzat per l'aristocràcia. L'historiador britànic Geoffrey Treasure el descriu de la següent manera:
| «                                               | Catinat no era el soldat típic d'aquest període. Havia començat la vida com a advocat, sense avantatge de naixement, i havia fet el seu camí per enormes mèrits. Era un general prudent, minuciós i estalviava les vides dels seus homes, sense ambició i amb algun tret de filòsof. Després del seu fracàs en la campanya italiana de la Guerra de Successió Espanyola es retirà per conrear al seu jardí | » |
| — Tresor, Geoffrey (1967). Dissetè Segle França | |   |